# Iraj Bashiri

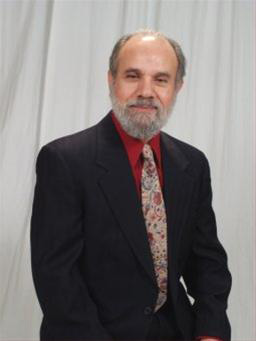
Iraj Bashiri

Iraj Bashiri (persisch ایرج بشیری Iradsch Baschiri, * 31. Juli 1940 in Behbahān, Chuzestan, Iran) ist Professor für Geschichte an der University of Minnesota, USA und einer der führenden Wissenschaftler im Bereich der Zentralasiatischen Studien und der Iranistik. Fließend in Englisch, Persisch, Persisch-Tadschikisch und mehreren Turksprachen, war Bashiri in der Lage, Werke zu lesen und zu übersetzen, die der meist russischsprachigen Forschergemeinschaft der Zentralasiatischen Studien sonst unzugänglich geblieben wären. Bashiris Karriere konzentrierte sich zunächst auf das Antike Persien und verlagerte sich dann auf die tadschikische Identität und die Beziehungen zwischen Tadschiken und den turksprachigen Usbeken Zentralasiens.

## Veröffentlichungen (Auswahl)
- Persian For Beginners 1972, 1975, 1981, 1991.
- Persidskij yazyk dla nachinaushchikh Osnovnoj kurs (Persisch für Anfänger von Bazukin V.), 2000.
- Das Verb 'sein' als Ursprung der Syntax (Persisch), 1973.
- Sadeq Hedayats Erzählliteratur, 1984.
- The Black Tulip (Novelle auf Englisch und Persisch), 1984.
- The Pearl Cannon (Hrsg.), 1986.
- The Shahname of Firdowsi, 1994.
- From Zoroaster to Borbad, 2003.
- Iran and Islam to AD 1400, 1997
- A.A. M. Shabistari, A. Rajabzadah: Kamal Khujandi: Epoch and Its Importance in the History of Central Asian Civilization. (Übers. und Hrsg.) 1996.
- The History of a National Catastrophe, von Rahim Masov (quer), (Übers. und Hrsg.) 1996.
- Samanid Renaissance and Establishment of Tajik Identity, 1998.
- Tadschikistan im 20. Jahrhundert ,(ed). RFE / RL, 1999–2002.
- Beginnings to AD 2000: A Comprehensive Chronology of Central Asia, Afghanistan, and Iran, 2001. (PDF-Datei; 2,89 MB)
- Prominent Tajik Figures of the Twentieth Century, Dushanbe 2002. (PDF-Datei; 858 kB)
- Die Nowruz Scrolls, erschienen in 4 Sprachen (Novelle in Deutsch, Englisch, Persisch, Tajiki, Russisch), 2004.
- The Impact of Egypt on Ancient Iran, (PDF; 1,7 MB) 2007.
- The Ishraqi Philosophy of Jalal al-Din Rumi, (PDF; 539 kB) 2008.
- Ancient Iran: Cosmology, Mythology, History by Iraj Bashiri, Cognella Publishers, 2012.
- Audible Audio Edition: Ancient Iran: Cosmology, Mythology, History by Iraj Bashiri, Cognella Publishers, 2013.
- The Blind Owl, (PDF; 2,1 MB), 3rd. revised translation, 2013.